# Josep Casas i Devesa
Josep Casas i Devesa (Barcelona, 21 d'octubre del 1909 – 13 de novembre del 1983) va ser un músic i compositor que destacà especialment en la producció de sardanes revesses.

## Biografia
A quinze anys entrà a estudiar al Conservatori del Liceu, i tres anys més tard constituí l'Orquestra Devesa, posteriorment Orquestra Stambul, d'on era pianista i director. Als anys 40 esdevingué director musical del barceloní Esbart Horta, del Foment Hortenc; d'aquesta darrera entitat, en fou membre directiu quasi fins a la mort.
Les seves actuacions musicals cobriren gran quantitat d'aspectes, com la interpretació pianística, la direcció d'orquestra de ball, i la tasca d'arranjador i instrumentador de ballets, però la part més important de la seva obra foren les sardanes revesses, de les que en va fer més de cinc-centes.
L'any 1964, les colles sardanistes barcelonines l'homenatjaren amb l'atorgament del títol de Mestre revessaire.
La seva primera revessa, Agafa't on puguis, es va estrenar l'any 1953. L'Esbart Ciutat Comtal de Barcelona li dedicà el 25è aniversari del Festival de Folklore Català - Memorial Josep Casas i Devesa que es va fer al Foment Hortenc (2008, vint-i-cinquè aniversari del traspàs del músic).

## Obres
- Ball de cintes del Vallès

### Sardanes
- A reveure (1960)
- Amics terrassencs
- L'àvia Mercè
- Del Tirol a Icària (1956)
- Dies festius
- En Cintet
- En Pep i la Francina (1955)
- En Ramon sardanista
- L'ermita de Sant Francesc (1974)
- La fadrineta alegre (1950), primera sardana
- La festa de Sant Lluís (1953)
- Foment Hortenc
- La font de la Vinyota
- Germanor
- Homenatge merescut
- Hortencs i catalans
- Els incansables companys (1956)
- El laberint d'Horta
- Els nens de casa
- No em deixis tan sol (1972)
- Núria gentil
- Pels meus amics (1954)
- Per l'amic Bonet
- Per sempre, adéu (1951)
- Per vosaltres amics (1954)
- La petita Maria Glòria (1952)
- La plaça d'Horta (1952)
- La sal·liana
- Sant Jordi (1956)
- El vol de l'oreneta

### Sardanes revesses
A mi si que re mi fa (1955), Agafa't on puguis (1953), Alegroia, Anar-hi anant, Aquesta si, Atrevida, Capicua, Catalanitat, De la Ceca a la Meca, Despistada (1957), Eivissencs (1957), Embolicada, Enredaire, Esgarrinxosa, Facilíssima (1955), Fent saltirons (1957), Galindaines, Garlandaia, Gasiveria, El gat i la rata (1957), Incertesa, Indiscreta, Inèdita, Ingènua, Ja estem perduts, Ja hi som! (1957), Ja t'ho deia, La bota de Sant Ferriol (1955), Llagrimeta, Mai dormim (1955), Maleses, Marmota, Melodiosa (1955), Muntanyenca, No badis, No te'n fiïs, Nuvolada, Nyigo-nyigos (1954), Pessigolles, Poc a poc, Presumida, Presumides, Quatre notes, Religiosament, El rellotge vell (1957), Rocacorba, Saltem-la? (1956), Sense nom, Sentència, Tamborinada (1956), Tirolesa (1955), Tot solucionat (1957), Tot són orelles (1954), Tureta gentil (1956), Un tres i fora, Xafardera